# Генічеська Гірка
Гені́чеська Гі́рка, також скорочено Генгірка — село в Україні, у Генічеській міській громаді Генічеського району Херсонської області. Населення становить 495 осіб.

## Географія

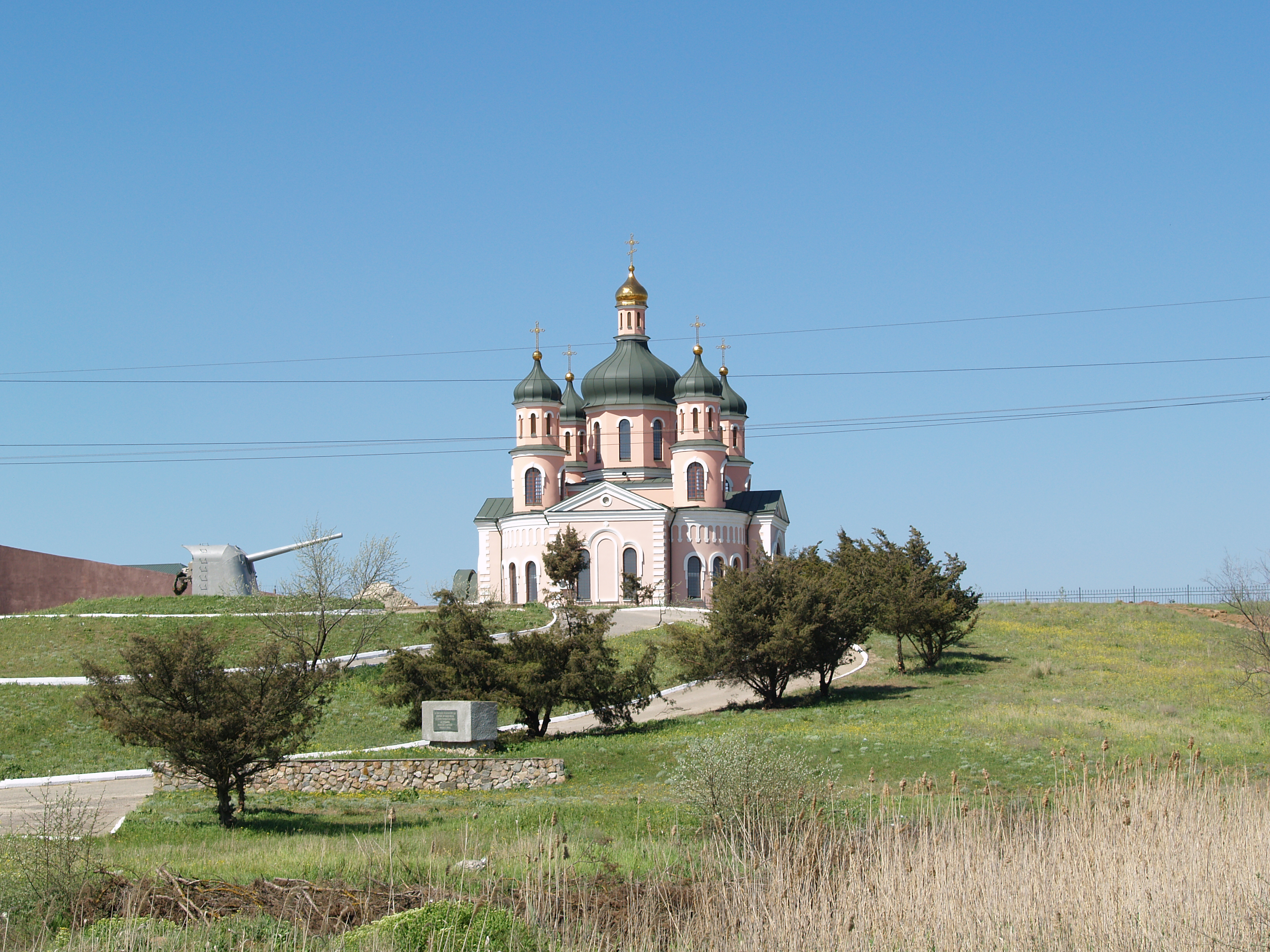
Церква великомученика Георгія Переможця. Генічеська Гірка

Село знаходиться на косі Арабатська стрілка, за 5 км на південь від Генічеська та за 3 км на північ від села Щасливцеве.

## Історія
Під час організованого радянською владою Голодомору 1932—1933 років померло щонайменше 3 жителі села.
12 червня 2020 року, відповідно до Розпорядження Кабінету Міністрів України № 726-р «Про визначення адміністративних центрів та затвердження територій територіальних громад Херсонської області», увійшло до складу Генічеської міської громади.
17 липня 2020 року, в результаті адміністративно-територіальної реформи та ліквідації  колишнього Генічеського району увійшло до складу новоутвореного Генічеського району.
24 лютого 2022 року село тимчасово окуповане російськими військами під час російсько-української війни.

## Цікаві місця
Дитячий оздоровчий центр (ДОЦ) «Орлятко» (готель «Орлятко», хостел «Орлятко», приватний пансіонат «Орлятко Сова») розташований у двоповерховому цегляному будинку на першій лінії берега Азовського моря, на відстані 200 метрів від пляжу.
За 1 км від «Орлятка» знаходиться Церква великомученика Юрія Змієборця.
На відстані 900 метрів - водолікарня (гаряча вода з підземного джерела, сиваські лікувальні грязі, масаж, підводна витяжка хребта).
На відстані 5 км розташований аквапарк.

## Населення
Згідно з переписом УРСР 1989 року чисельність наявного населення села становила 390 осіб, з яких 174 чоловіки та 216 жінок.
За переписом населення України 2001 року в селі мешкали 494 особи.

### Мова
Розподіл населення за рідною мовою за даними перепису 2001 року:
| Мова       | Відсоток |
| ---------- | -------- |
| російська  | 73,74 %  |
| українська | 24,24 %  |
| білоруська | 0,40 %   |
| вірменська | 0,20 %   |
| інші       | 1,42 %   |